# 天国への階段 (栗本薫)
『天国への階段』（てんごくへのかいだん）は、栗本薫の短編小説。また、これを表題作とした短編小説集。

## 概要

### 小説
小説「天国への階段」の初出は、『non-no』1979年4月5日号。栗本の最初期の作品の一つであり、また栗本の短編小説の中でも最も短い部類に入る作品の一つでもある。
1978年9月の小説家デビューから1980年代前半にかけての時期、栗本はポピュラー音楽作品に題材をとり、その作品のタイトルを題名としたSF小説や、当時の世相を反映した風俗小説などを多く発表していた。本作品もそれに属する風俗小説であり、 レッド・ツェッペリンによる「天国への階段（Stairway to Heaven）」をモチーフとして、ある有名女優の自殺事件にまつわる一風景を描いた物語である。
1988年5月には、本作品を原作としたテレビドラマが制作されている（後述）。

### 短編集
1981年12月には、前述のポピュラー音楽作品を題材とした、上記作品を含む風俗小説群を収録した短編集『天国への階段』が、角川文庫より刊行された。また、2000年7月にはハルキ文庫から再刊された。
- 角川文庫版：1981年12月20日発行 / ISBN 4-04-150001-X
- ハルキ文庫版：2000年7月18日発行 / ISBN 4-89456-715-6

## 短編集収録作品
1. 探偵（悲しきチェイサー）
初出：『小説現代』1979年1月号
2. イエロー・マジック・カーニバル
初出：『小説現代』1981年2月号
3. ワン・ウェイ・チケット
初出：『小説現代』1978年10月号
「ぼくら」シリーズの石森信を主人公とする。
4. 天国への階段
初出：『non-no』1979年4月5日号
5. 新宿バックストリート
初出：『平凡パンチ』1979年1月8日/15日合併号
6. ポップコーンをほおばって
初出：『オール讀物』1979年9月号
7. おいしい水
初出：『小説新潮』1980年6月号
8. 軽井沢心中
初出：『小説現代』1979年10月号
9. イミテーション・ゴールド
初出：『小説現代』1980年1月号

## テレビドラマ
『探偵──哀しきチェイサー』「七人の刑事」第28話（TBS系列）
- 放送日：1978年11月24日
- 脚本：栗本薫
- 演出：久世光彦
- 挿入歌：沢田研二「哀しきチェイサー」
- 主な出演者
  - 沢田研二
  - 内田裕也

『乱歩賞作家サスペンス 天国への階段 キャスタースキャンダル』（フジテレビ系列）
- 放送日：1988年5月16日
- 脚本：橋本綾
- 演出：井上昭
- 主な出演者
  - 岩下志麻
  - 坂上忍
  - 川谷拓三